# La cetra

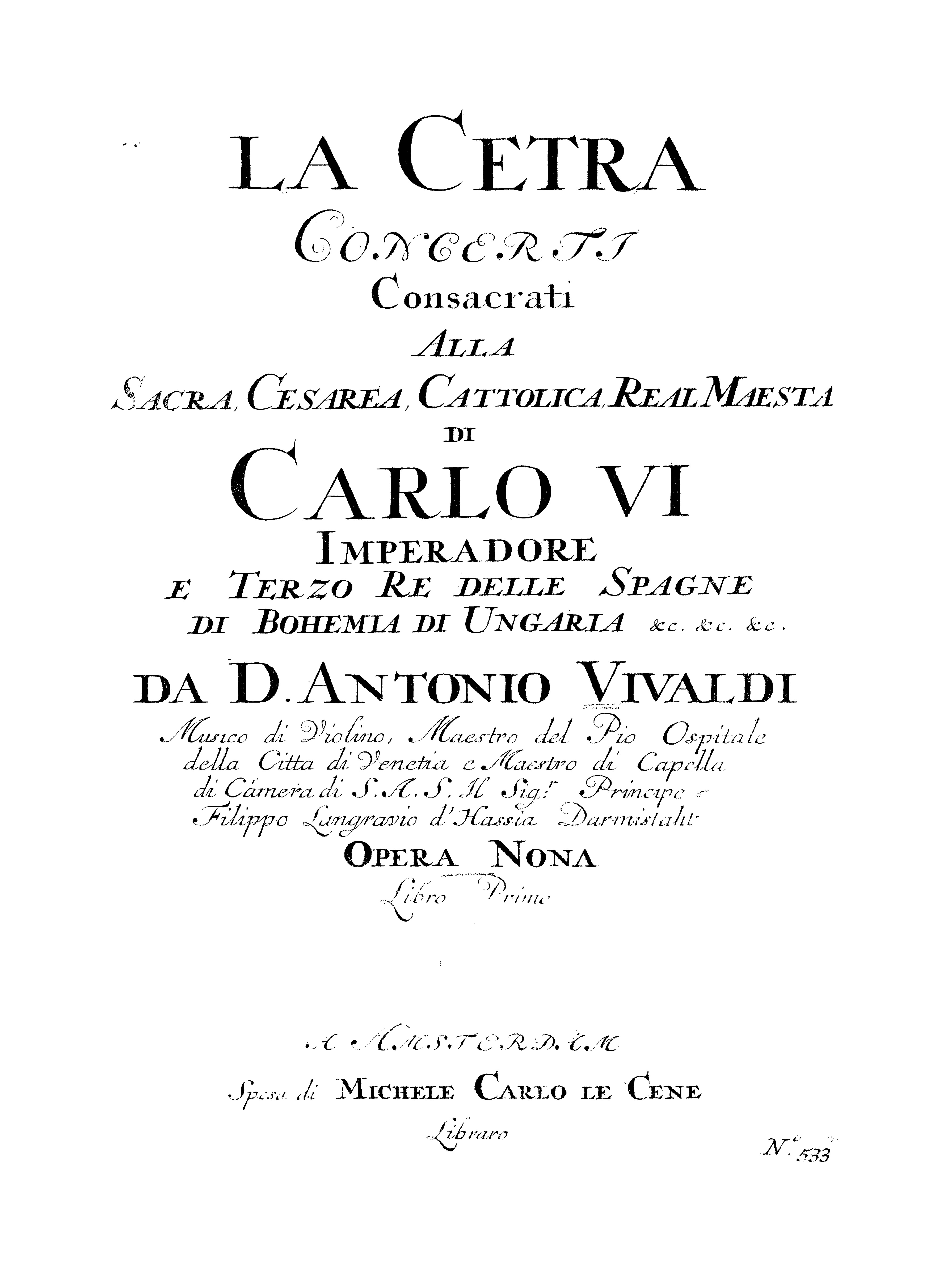
La Certa, op. 9

La cetra (Cytra) – Op. 9 (1727) – zbiór 12 koncertów na skrzypce i orkiestrę smyczkową. Skomponował je Antonio Vivaldi w 1727 roku, dedykując je dla cesarza Karola VI Habsburga. W niektórych częściach koncertów orkiestrze towarzyszą organy, co dodaje melodii nieco mrocznego charakteru.
W skład zbioru wchodzą koncerty:
- Koncert nr 1 C-dur, RV 181A
- Koncert nr 2 A-dur, RV 345 (I - Allegro, II - Largo, III - Allegro)
- Koncert nr 3 g-moll, RV 334
- Koncert nr 4 E-dur, RV 263A
- Koncert nr 5 a-moll, RV 358
- Koncert nr 6 A-dur, RV 348
- Koncert nr 7 B-dur, RV 359
- Koncert nr 8 d-moll, RV 238
- Koncert nr 9 B-dur, RV 530 – na dwoje skrzypiec
- Koncert nr 10 G-dur, RV 300
- Koncert nr 11 c-moll, RV 198A
- Koncert nr 12 h-moll, RV 391

## Inne zbiory o tej samej nazwie
- Zbiór 18 sonat o tej samej nazwie skomponował wenecki kompozytor Giovanni Legrenzi
- Zbiór 6 koncertów o tej samej nazwie skomponował także Alessandro Marcello – inny wenecki kompozytor późnego baroku.